# Dendronephthya minima
Dendronephthya minima är en korallart som beskrevs av Verseveldt 1966. Dendronephthya minima ingår i släktet Dendronephthya och familjen Nephtheidae. Inga underarter finns listade i Catalogue of Life.